# Косогорский металлургический завод
Косогорский металлургический завод (КМЗ) — предприятие металлургической промышленности в Туле по производству доменного чугуна и ферромарганца, промышленного и художественного литья.

## История
В октябре 1895 году в Брюсселе было учреждено «Акционерное общество Тульских доменных печей». Его устав был направлен в Санкт-Петербург, и Николай II «в 17 день мая 1896 года высочайше повелеть соизволил представить означенной компании открыть свои операции в России». Площадка для его строительства была выбрана в 9 км южнее города Тулы, у посёлка Косая Гора, расположенного в сопряжении недавно построенной Московско-Курской железной дороги и реки Воронка. Поскольку эти земли прилегали к деревне Судаково, сначала он назывался «Судаковский металлургический завод». Первая плавка чугуна состоялась 8 мая 1897 года, и фактически явилась датой основания завода.
Писатель Лев Толстой неоднократно бывал на Косой Горе во время строительства завода, в последний раз писатель приезжал вместе с семьей на выпуск чугуна 13 июня 1897 года. В 1918 году после Октябрьской революции завод был национализирован. В 1926 году заводу присвоено новое название — «Косогорский металлургический завод им. Ф. Э. Дзержинского».
В 1941 году в связи с немецкой оккупацией завод эвакуирован в уральский город Лысьва. В период с 1945 по 1980 год велась реконструкция и развитие производства.
В 1992 году завод становится акционерным обществом. В 2003 году смонтированы установки вдувания природного газа на доменных печах № 1 и № 3. Усовершенствована технология выплавки ферромарганца на ДП № 2. Внедрена комплексная система оперативного учёта сырья. В 2008 году проведена модернизация литейного производства. Запущен в эксплуатацию новый дробильно-сортировочный комплекс для переработки отходов доменного производства. На новом оборудовании начато производство фракционного шлакового щебня для строительных и дорожно-строительных работ.
В 2009 году освоена технология отливки холодильных плит для доменных печей. Завершено строительство азотной установки, необходимой для работы бесконусного загрузочного устройства и сухой газоочистки. В 2009—2010 годы проведён масштабный капитальный ремонт 1-го разряда комплекса ДП-1 с модернизацией. В 2010 году завершено строительство сухой газоочистки, оборудование введено в эксплуатацию.
С 1 сентября 2021 года собственником завода является АО «Саткинский чугуноплавильный завод». Единоличным владельцем данной организации является кипрский офшор «Bonarda Investments Ltd».

## Описание предприятия
Косогорский металлургический завод специализируется на выпуске высокочистого нодулярного и литейного чугуна, использующегося в производстве ответственного высокоточного литья, ферромарганца ФМн78, применяющегося в производстве специальных марок сталей. Большая часть нодулярных чугунов экспортируется в дальнее зарубежье. Предприятие также производит промышленное и художественное литьё. Завод также производит дробленый шлаковый щебень дорожных фракций 5-20, 20-40, 40-70 мм, поставляемый региональным дорожно-строительным предприятиям.
Косогорский металлургический завод имеет 3 доменных печи: ДП № 1 полезным объёмом 1066 м³ (диаметр горна 7,2 м); ДП № 2 полезным объёмом 462 м³ (диаметр горна 4,9 м); ДП № 3 полезным объёмом 740 м³ (диаметр горна 6,0 м), и является единственным предприятием в России, чередующим выпуск чугуна и ферромарганца на одной доменной печи. Также в своем составе завод имеет литейный участок. Масса производимых отливок: серый чугун марок СЧ10-СЧ30 — от 0,1 до 12000 кг, углеродистые и низколегированные стали — от 1 до 1800 кг.
Эксплуатация доменной печь № 1 осуществлялась с 1982 года без модернизации до тех пор, пока Федеральная служба по экологическому, технологическому и атомному надзору в 2006 году не остановила работу печи по причине её износа. В 2010 году доменная печь № 1 возобновила свою работу, поскольку к этому времени был реализован проект по её реконструкции с применением современных технологий и оборудования, рассчитанный на повышение производительности, сокращение объёма выбросов парниковых газов, снижение опасных факторов технологического процесса и улучшение условий труда персонала. Доменная печь № 1 было вновь остановлена в июне 2016 года для подготовки проведения капитального ремонта.
В настоящее время доменная печь № 2 выплавляет ферромарганец. В период с января по август 2021 года доменная печь № 3 производила литейный и передельный чугуны, с 27 августа 2021 года по 5 ноября 2021 года на Доменной печи № 3 осуществлялся выпуск ферромарганца, с 6 ноября 2021 года Доменная печь № 3 выплавляет литейный и передельный чугуны.
Вспомогательное производство завода представлено литейным цехом, цехом по переработке вторичных материалов и ТЭЦ-ПВС (теплоэлектроцентраль, паровоздушная станция). Литейный цех осуществляет переплав отсева ферромарганца, который образуется при производстве дроблёного ферромарганца, а также производит чугунное промышленное и художественное литье, монументы, памятники, ограды, скамейки, в том числе и по частным проектам. Цех обеспечивает потребности Косогорского металлургического завода в литейной продукции и выполняет заказы сторонних заказчиков. Цех по переработке вторичных материалов осуществляет разработку и дальнейшую переработку отходов доменного производства (шлаки, доменная пыль, шламы), которые используются для производства строительных материалов. Цех выпускает недробленый доменный шлак, щебень шлаковый нескольких фракций. ТЭЦ-ПВС вырабатывает теплоэнергию, электроэнергию, доменное дутье, технологический пар. Особенностью ТЭЦ-ПВС является то, что она является единственным источником теплоснабжения посёлка Косая Гора и южной части города Тулы. Выработка тепла составляет ~1 млн. Гкал/год. ТЭЦ-ПВС полностью обеспечивает предприятие электроэнергией.
- Производство ферромарганца
- Доменный цех
- Флаг c символикой завода

## Результаты деятельности
По итогам 2021 года Косогорский металлургический завод находится на втором месте после Тулачермета по отгрузкам товарного чугуна на внутренний рынок России, Белоруссии и стран СНГ, с долей продаж 15,5 % от общего объёма реализованной на этом рынке продукции. Объём производства ферромарганца Косогорским металлургическим заводом в 2021 году составил 88,2 тыс. тонн, что на 23,7 тыс. тонн больше, чем в 2020 году. Основным направлением отгрузки ферромарганца в 2021 году остался рынок России и СНГ, куда было отгружено 62,8 тыс.тонн.
В 2021 году объёмы производства основных видов продукции на Косогорском металлургическом заводе составили:
- чугуна — 269,38 тыс. т, в том числе 82,33 тыс. т литейного и 187,05 тыс. т передельного. Производство чугуна по отношению к 2020 году снизилось на 22 %. Из общего количества передельного чугуна 24 % составил чугун высокого качества — нодулярный и полунодулярный;
- ферромарганца — 84,33 тыс. т. Рост объёма производства к уровню 2020 года составил 36,9 %. В общем объёме ферромарганца выплавлено 83,22 тыс. т ферромарганца марки ФМн-78.

Выручка от реализации основной продукции в 2021 году составила 12 415,3 млн руб., что на 192,03 млн.руб. выше уровня 2020 года. Выручка от реализации неосновных видов продукции и неликвидов в 2021 году составила 454,6 млн руб., что на 60,03 млн руб. больше уровня 2020 года. Чистая прибыль за 2021 год составила 1 343,5 млн руб.. В итоге прибыльность компании за 2021 год составляет 5,5 %. В 2021 году дивиденды по акциям Общества за 2020 год не объявлялись и не выплачивались.

## Социальные проекты и благотворительность
Неотъемлемой частью социальной политики Косогорского металлургического завода является благотворительность. Адресная финансовая и материально-техническая помощь оказывается учреждениям здравоохранения, учебным заведениям, спортивным организациям, малообеспеченным семьям, ветеранам завода, ветеранам Великой Отечественной войны. Завод участвует в значимых социальных проектах правительства тульской области в сфере экологии и развития туризма: Малиновая засека, усадьба-музей Мосоловых в Дубенском райне. Косогорский металлургический завод регулярно проводит восстановительные и ремонтные работы в сквере, посвященном воинам, погибшим в Великой Отечественной войне при освобождении поселка Косая Гора и в сквере памяти косогорцам, павшим в боях за Родину.

## Влияние на окружающую среду
Деятельность Косогорского металлургического завода является источником загрязнений атмосферы и почвы, в том числе соединениями меди, Центрального и Привокзального районов Тулы. Почва санитарно-защитной зоны Косогорского металлургического завода характеризуются высоким содержанием железа (45750 мг/кг), превышением предельно допустимой концентрации по марганцу (в 4,4 раза), цинку (на 88 %) и свинцу (на 55 %).
Радиационных и химически опасных объектов на территории завода нет, однако наибольшую опасность в случае аварии представляют следующие объекты: доменный цех (площадь разрушения пожаром до 500 м²), газовый цех (до 50 м²), теплоэнергоцентральная подстанция (до 300 м²), литейный цех (до 100 м²), железнодорожный цех (до 150 м²). При нормальной работе доменных печей взрывы происходят редко, но их возникновение возможно при остановках или при пусках доменных печей, при аварийных прорывах горна или каких-либо других неполадках на печах и в воздухонагревательных аппаратах, связанных с физическим износом, неправильной эксплуатации и некачественным ремонтом.
Регулярные жалобы на «лисьи хвосты» с завода становились поводом для комиссионных осмотров предприятия. С восточной стороны завода протекает река Воронка, имеющая в своем течении вблизи завода два пруда с плотинами, которые также подвергаются загрязнению отходами производства. В 2022 году в отобранных пробах с завода зафиксировали превышение нормы по количеству загрязняющих веществ. Было установлено, что с очистных сооружений предприятия идет сброс сточных вод в реку Воронку. По результатам проверки Косогорский металлургический завод привлечены к административной ответственности за выявленные нарушения. Общая сумма штрафов составила 200000 рублей. Оранжевые выбросы в атмосферу, которые периодически замечают местные жители, представители завода называют типичными и в пределах нормы, и связывают с работами по задувке доменных печей.
Косогорский металлургический завод планомерно проводит мероприятия по снижению нагрузки на окружающую среду, реализует инвестиционные проекты по модернизации производственных мощностей, по переработке и возвращению в производство вторичных отходов. В рамках капремонта комплекса доменной печи № 1 в 2008—2010 годы сооружены системы аспирации (пылеулавливания) литейного двора и шихтоподачи, что позволило увеличить объём улавливаемой пыли с 4-6 т/г до 400 т/г. В период 2011—2016 годов переработано и возвращено в производство 58 тысяч тонн колошниковой пыли. В 2016 году выполнен ремонт оборудования и усиление стенок аэрационных резервуаров сооружений биологической очистки сточных вод. После реализации данных мероприятий количество ионов аммония в сброшенной воде снизилось на 0,64 т/год (снижение на 15 %), а количество нитрит-ионов — на 0,25 т/год (снижение на 10 %). В литейном производстве с 2013 года была принципиально изменена технология литья по холодно-твердеющим смесям (ХТС), что позволило полностью исключить выбросы фенола и формальдегида в атмосферу. На дробильно-сортировочном комплексе в период 2011—2016 годов переработано 1,5 млн. т доменного шлака (100 % текущего производства шлака) и 120 тыс. т отвального доменного шлака из накопленных массивов.

## Завод в кинематографе
Косогорский металлургический завод и поселок Косая Гора часто оказываются площадкой для киносъемок. В 2008 году здесь прошли съемки двухсерийного фильма «Любка» по рассказу известной писательницы Дины Рубиной. Полнометражный фильм «Чудо» режиссёра Александра Прошкина, главные роли в котором исполняли Сергей Маковецкий и Константин Хабенский, также целиком снимался в Тульской области.
В 2011 году режиссёр Александр Прошкин снимал на Косогорском металлургическом заводе эпизоды к полнометражному художественному фильму («Искупление») под рабочим названием «Август и Александра» по произведению Ф. Горенштейна «Искупление». Действие фильма разворачивается в первый послевоенный год. Эпизоды снимались на заводе, в центре города Тулы, а также за городом, на шахтном терриконе.
На фоне завода разворачиваются сюжеты нескольких эпизодов сериала «Мир! Дружба! Жвачка!».